# Franz Heinrich Zitz
Franz Heinrich Zitz (Magonza, 18 novembre 1803 – Monaco di Baviera, 30 aprile 1877) è stato un politico, rivoluzionario e avvocato tedesco.

## Biografia
Franz Zitz era il figlio del commerciante di vini Franz Ferdinand Zitz e della sua prima moglie, Barbara Schneiderhenn. Franz Zitz, di religione cattolica, studiò legge a Gießen (diplomandosi il 29 ottobre 1821) e poi a Gottinga. Lavorò dal 1836 come avvocato presso il tribunale distrettuale appena creato ad Alzey e dal 1840 presso il tribunale distrettuale di Magonza. Dal 1843 divenne segretario dell'ordine degli avvocati della sua zona. Ad Alzey si unì inoltre alla locale loggia massonica Carl zum Neuen Lichte e ne venne eletto gran maestro. A Magonza venne coinvolto nei lavori politici dell'associazione per il carnevale di Magonza che sotto la sua presidenza assunse connotati ancora più politicizzati. Nel 1837 sposò la scrittrice magontina Kathinka Zitz-Halein.
Nel 1848 fu deputato al Parlamento tedesco. Nel 1848, Zitz condusse con successo una campagna di promozione degli ideali rivoluzionari nel granducato d'Assia a Darmstadt. Durante una grande assemblea popolare l'8 marzo 1848, Zitz pronunciò un discorso avente per tema le cosiddette "Richieste di marzo" dal balcone del teatro della capitale che gli valse il plauso dei presenti. Divenne nel frattempo colonnello della guardia cittadina di Magonza e venne eletto presidente del consiglio distrettuale il 29 novembre 1848.
Tra il 1847 ed il 1849 venne eletto membro della camera dei possidenti del Granducato d'Assia, sempre rappresentando il distretto di Magonza, ma se ne dimise il 1º marzo 1849 perché da lui giudicata troppo moderata.
Nel 1849, insieme a Ludwig Bamberger, prese parte ad una nuova campagna per promuovere la costituzione nel Baden e nel Palatinato, ma dopo la sconfitta dei rivoluzionari venne costretto a trovare rifugio in Svizzera essendo stato decretato come ricercato. Cacciato dal governo svizzero, Zitz emigrò negli Stati Uniti dove visse insieme a Julius Fröbel lavorando come avvocato. Il 20 febbraio 1851 venne condannato dalla suprema corte di Magonza a un totale di otto anni di carcere per alto tradimento, lesioni personali ed altri crimini, ma venne amnistiato nel 1866. Nel 1868 poté così ritornare a Magonza, ma preferì trasferirsi poco dopo a Monaco di Baviera dove visse sino alla sua morte.